# Panzerkampfwagen I
Der Panzerkampfwagen I (auch Pz.Kpfw. I oder Panzer I; in der Wehrmacht gelistet als Sonderkraftfahrzeug (Sd.Kfz.) 101) war ein leichter deutscher Panzer der 1930er-Jahre und der Anfangsjahre des Zweiten Weltkrieges. Er war der erste deutsche Panzerkampfwagen nach dem Ersten Weltkrieg, der in Serie produziert wurde. Zwischen 1934 und 1937 entstanden knapp 1500 Fahrzeuge, wobei es neben den Hauptausführungen „A“ und „B“ noch mehrere Weiterentwicklungen und Abarten gab. Wegen seiner geringen Kampfkraft war er jedoch bis Ende 1941 als Kampffahrzeug weitgehend ausgemustert. Schon im Jahr 1940 begann die systematische Nutzung des Fahrgestells für Selbstfahrlafetten und andere Aufgaben.

## Hintergrund
Der Versailler Vertrag untersagte es Deutschland, eine sich damals abzeichnende neue Panzerwaffe zu entwickeln oder zu besitzen. Um diesen Bestimmungen zu genügen und dennoch erste Erfahrung mit gepanzerten Fahrzeugen zu gewinnen, nutzte die Reichswehrführung zwischen 1927 und 1933 die Unterstützung der Roten Armee. In der Panzerschule Kama bei Kasan fanden externe Erprobungen statt mit ersten deutschen Panzertypen, den sog. Leicht- und Großtraktoren, sowie Ausbildungskurse für das künftige Kaderpersonal der geplanten neuen Waffengattung.
Erste praktische Versuche begannen 1929 mit dem Leichttraktor, der, als Kleintraktor begonnen, im Laufe seiner Entwicklung immer schwerer geworden war. Weitere konzeptionelle Ideen bestanden für den Zugführerwagen, den späteren Panzer III, und den Begleitwagen, den späteren Panzer IV. Für eine zügige Ausrüstung der deutschen Streitkräfte wurden günstige und in großer Zahl produzierbare Panzer als erforderlich angesehen, denn der „Erzfeind“ Frankreich verfügte zu dieser Zeit bereits über die größte Anzahl von Panzern weltweit.

## Entwicklung

### Konzeptionsphase
Nachdem im Jahr 1929 das Projekt des Leichttraktors abgeschlossen wurde, konnten sich das Inspektorat 6 des Wehramtes, auch als Allgemeines Heeresamt (AHA) bezeichnet, und die Abteilung Wa.Prüf 6 des Heereswaffenamtes (HWA) einem neuen Projekt zuwenden. In einer Besprechung der Entwicklungsabteilung des HWA am 14. Februar 1930 wurde die Funktion des angedachten leichten Kleintraktor thematisiert. Es war noch nicht festgelegt, ob es ein Aufklärungs-Fahrzeug, ein Waffenträger oder ein gepanzerter Schlepper werden sollte. Tatsächlich hatte man Kenntnisse von den Entwicklungen bei Carden-Loyd, denn man dachte darüber nach, ein Musterfahrzeug zu erwerben. Carden-Loyd hatte zu dieser Zeit mit dem Typ Light Tank Mk I (A4) erstmals, wenn auch nur im Versuchsmaßstab, einen wirklich leichten Panzer geschaffen, der mit einem drehbaren Turm mit MG-Bewaffnung versehen war.
Die Firma Krupp erhielt im Verlauf des Jahres 1930 einen Entwicklungsauftrag für ein leichtes Kettenfahrzeug, den Kleintraktor, welcher mit einer 2-cm-Maschinenkanone bewaffnet sein sollte, nicht schwerer als 3 Tonnen werden sollte und der mit einem luftgekühlten 60 PS-Motor ausgestattet sein sollte. Dem schloss sich 1931 ein Folgeauftrag für die Entwicklung und einen hölzernen Prototyp an. Seitens Krupp ging man bereits zu diesem Zeitpunkt von einem folgenden Produktionsauftrag aus. Doch noch liefen die Erprobungen der Großtraktoren und Leichttraktoren in Kama und man musste sich im deutschen Generalstab über die Ausrichtung der Waffengattung und die Bedürfnisse hierzu klar werden. Krupp war beim ersten Entwurf des Kleintraktors der Grundkonzeption des Leichttraktors mit einem Triebrad hinten und dem Motor vorn gefolgt. Gleichzeitig hatte man beim HWA keinen starken Druck, schnell größere Stückzahlen des neuen Typs zu bestellen. Die Planung des Heereswaffenamtes sah im Motorisierungsprogramm vom 10. Februar 1931 lediglich die Beschaffung von 20 Kleintraktoren im zweiten Planungszeitraum zwischen April 1933 und März 1938 vor.

### Frühe Entwicklungsphase
Krupp arbeitete 1931 weiter an dem Entwurf, und am 2. Juni wurde eine Beschreibung des Entwurfs an WaPrüf 6 geschickt, welche die Eigenschaften des Fahrgestells beschrieb. Bei einem Treffen mit Ernst Kniepkamp am 22. Mai war bereits entschieden worden, dass man über den Kettentyp, die Zahl der Laufrollen und die Federung nach einer Erprobung Mitte August 1931 entscheiden wollte. Am 5. Juni wurde die vorgeschlagene Vergrößerung der Laufrollen abgelehnt, da hierfür das Fahrzeug länger und damit schwerer geworden wäre.
Am 2. Juni 1931 ging die Aufforderung an die Firma Rheinmetall, einen Entwurf für ein 2-cm-Maschinengewehr mit Magazinen für das Fahrzeug zu entwickeln. Krupp erhielt zwei Tage später den Auftrag für ein Holzmodell des entsprechenden Panzerturmes, in dem die Waffe untergebracht werden sollte.
Die unbefriedigenden Ergebnisse der Leichttraktor-Erprobung in Kasan führten im Sommer 1932 beim WaPrüf 6 zum Umdenken. Außerdem hatte man bei Vickers-Carden-Loyd am 10. November 1931 drei leichte Kettenschlepper, Light Tractor, bestellt. WaPrüf 6 verlangte von Krupp einen Neuentwurf, bei dem das Fahrwerkskonzept vom Light Tractor übernommen wurde, dadurch wurde der Motor nach hinten verlegt, während die Triebräder vorne lagen.

### Beginn der Prototypen
Krupp entwarf nun entsprechend der Forderung des HWA ein Fahrgestell, welches zur Grundlage des künftigen Panzerkampfwagen I wurde. Krupp erhielt den Auftrag zur Fertigung dieses neuen Entwurfes und lieferte das Fahrzeug mit der Fahrgestell-Nr. 8000 im September 1932 zur Erprobung an die Kraftfahrversuchsstelle Kummersdorf. In der Erprobung zeigte sich das Krupp-Fahrzeug dem Carden-Loyd-Schlepper überlegen. Für das WaPrüf 6 bestätigte Kniepkamp am 19. September 1932, dass das Fahrgestell die gestellten Anforderungen erfüllte. Bis zu diesem Zeitpunkt gab es noch keinen Aufbau für das Fahrzeug. Nach einer weiteren Vorführung am 12. Oktober 1932 vor General Lutz, Chef des In 6, wurde Krupp gefragt, wann fünf weitere Fahrzeuge mit einem MG-Turm-Aufbau fertig sein könnten, nur beim Motor sollten noch die Zylinder vergrößert werden, um 60 PS zu erreichen. Ein Turm mit einer 2-cm-Bewaffnung wurde um mindestens 2 Jahre verschoben. Bis Februar 1933 erhielt Krupp vier weitere Verträge für gewünschte und erforderliche Nachbesserungen am Prototyp.

### 0-Serie
Die von General Lutz gewünschte Vorserie (0-Serie) von fünf Fahrzeugen lieferte Krupp mit den Fahrgestell-Nrn. 8001 – 8005 in den Monaten Juli–August 1933 aus.

### Produktion
In Summe wurden 150 Fahrgestelle Ausf. A für Ausbildungszwecke (1. Serie), 1.190 Panzer Ausführung A (2. bis 4. Serie) und 399 Panzer Ausführung B (Serien 5a und 6a) als vollständige Fahrzeuge gebaut. Die weiteren 295 Ausbildungsfahrzeuge der Serien 6b, 7b und 8b wurden produziert, um auch auf dem Fahrgestell Ausf. B ausbilden zu können. Durch die Fertigung von 147 Umsetz-Fahrzeugen der Serien 7c und 8c, d. h. Fahrgestellen der Ausf. B, welche die Panzeraufbauten von Fahrzeugen der Ausf. A erhalten sollten, ist bei einigen Autoren einiges an Irritation und Fehlinterpretation entstanden, was die Fahrzeugbestände an Panzerkampfwagen I anging, denn diese Umsetz-Fahrzeuge führten ja nicht zu einer größeren Anzahl einsatzfähiger Kampfwagen.
Neben den zwei Hauptentwicklungsfirmen Krupp und Daimler-Benz wurden die Firmen Henschel, MAN und Wegmann (ab 1935) zum Nachbau herangezogen (s. o.). Der Gesamt-Ablieferungszeitraum erstreckte sich von Februar 1934 bis November 1938.
Übersicht der an der Fertigung beteiligten Firmen:
- Krupp, Essen
- Grusonwerk (Krupp)
- Daimler-Benz, Werk Berlin-Marienfelde
- Henschel & Sohn, Kassel
- MAN, Werk Nürnberg
- Rheinmetall, Düsseldorf

#### 1. Serie / Landwirtschaftlicher Schlepper (La.S.)

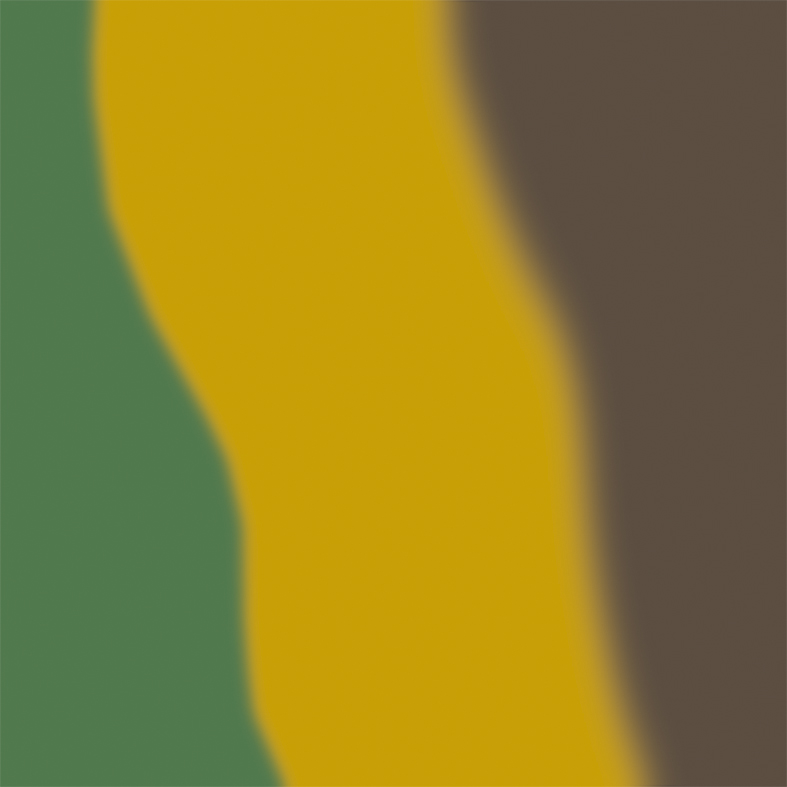
Dreifarb-Tarnung der Reichswehr

Am 1. Juli 1933 wurde Krupp darüber informiert, dass man einen Auftrag über 150 „Landwirtschaftliche Schlepper“, diese Tarnbezeichnung sollte über die künftige Verwendung des Fahrzeugs hinwegtäuschen, vergeben würde. Tatsächlich beabsichtigte die Armee mit diesen Fahrzeugen mit der Ausbildung von Panzerbesatzungen bei den Kraftfahrlehrkommandos Zossen und Ohrdruf zu beginnen. Krupp sollte 135 Fahrzeuge bauen und drei weitere Firmen je 5 Fahrzeuge. Damit der Schein gewahrt blieb, wurden die ausgelieferten Fahrzeuge, wie andere Fahrzeuge ziviler Herkunft mit einem einfachen Feldgrau-Anstrich versehen und erhielten nicht den für Kampfgerät üblichen dreifarbigen Tarnanstrich der Reichswehr.
Spätere Pläne, diese Fahrzeuge mit einem Panzeraufbau und Türmen zu versehen, misslangen und man begnügte sich damit, diese von Krupp für den Einsatz als Fahrschulfahrzeuge überholen zu lassen. Möglicherweise ist diese Episode in der Fahrzeuggeschichte mit dafür verantwortlich, dass der Mythos entstand, der Panzerkampfwagen I wäre nie als Kampffahrzeug geplant gewesen.

#### 2.–4. Serie / Panzerkampfwagen I (M.G.) (Sd.Kfz. 101) Ausführung A
In der Serie Panzerkampfwagen (2./LaS) wurden 863 Fahrzeuge gefertigt. Die zweite Serie von Panzern (3./LaS) wurde mit 152 Fahrzeugen gefertigt. Die Serie (4./LaS) umfasste 175 Fahrzeuge. Der Begriff LaS blieb als Kennzeichnung der Fahrgestellserien weiter erhalten. Damit waren in Summe 1.190 Panzerkampfwagen I Ausf. A produziert. Unterschieden wird bei dieser Ausführung das frühe und das späte Modell, welche sich durch Änderungen im Bereich der Lufteinlässe unterscheiden.

#### 5a.–6a.Serie / Panzerkampfwagen I (M.G.) (Sd.Kfz. 101) Ausführung B

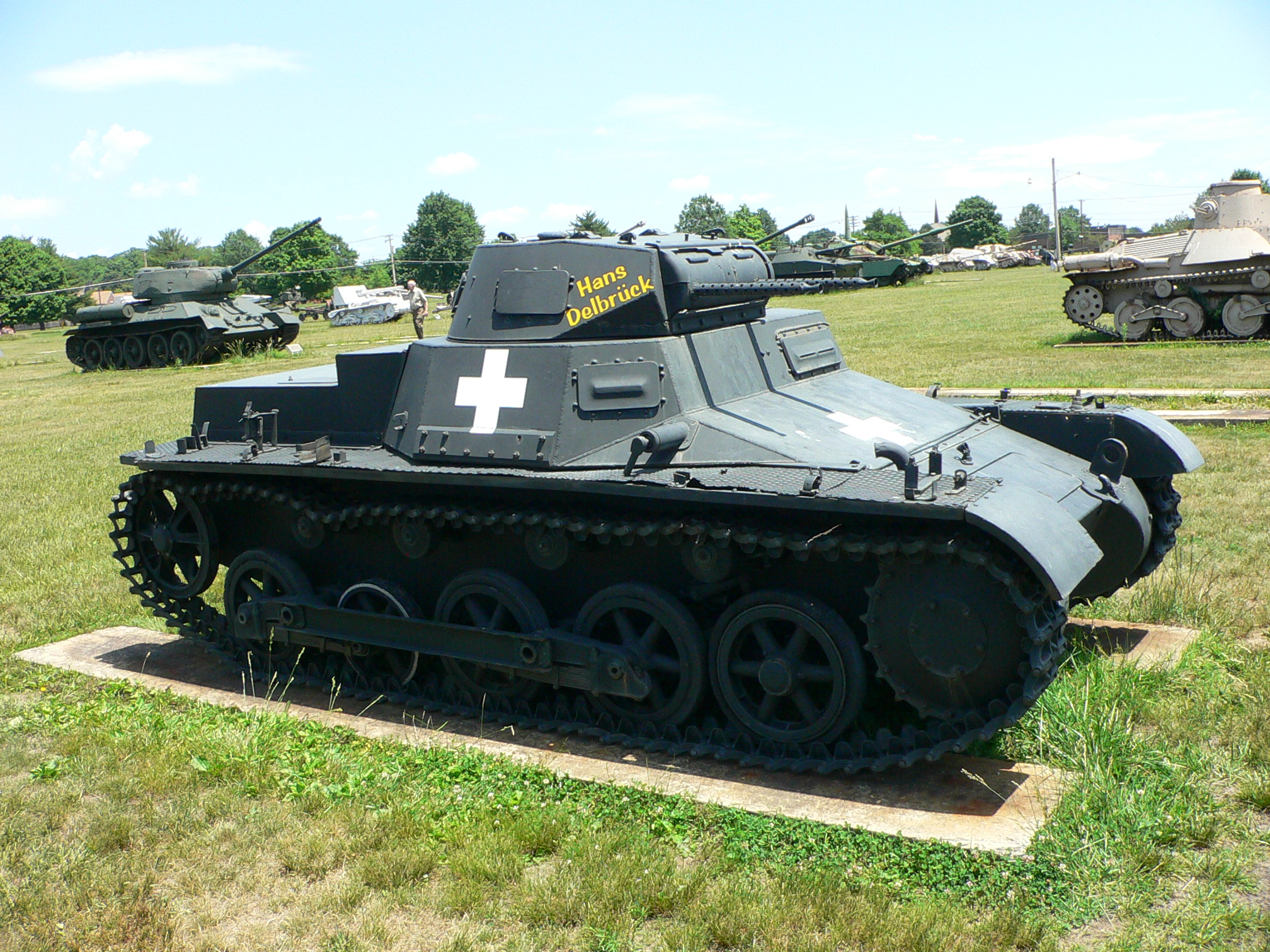
Die „Ausf. B“ hatte eine längere Wanne mit zusätzlicher Laufrolle

Im Truppenversuch zeigte sich alsbald, dass der luftgekühlte 57-PS-Boxermotor von Krupp zu schwach war, so dass es zum Bau der leistungsfähigeren „Ausf. B“ kam. Der größte Unterschied zeigte sich in der Verwendung des neuen wassergekühlten Sechszylinder-Reihenmotors von Maybach mit 100 PS. Bedingt durch den größeren Motor, wurden der Motorraum und die Panzerwanne verlängert, was wiederum ein zusätzliches Laufrollenpaar notwendig werden ließ. Trotz der Erhöhung des Gefechtsgewichts auf 6 t wurde eine Steigerung der Höchstgeschwindigkeit und eine Verbesserung des Leistungsgewichts erzielt. Der Panzer blieb ansonsten bis auf den Einbau eines verbesserten Getriebes unverändert.
Die Serie 5a./LaS umfasste 253 Fahrzeuge. Als Serie 5b./LaS war eine Serie von 120 Fahrgestellen für Schulfahrzeuge. Unter der Serie 6a./LaS wurden 146 Panzerkampfwagen produziert.

#### 6b.–8c./Serie Schulfahrzeuge und Umsetzfahrzeuge
Mit der Serie 6b./LaS wurden nochmals 60 Schulungsfahrzeuge gebaut. Die 7b./LaS brachte weitere 40 und die 8b./LaS 75 Schulungsfahrzeuge. Mit den Serien 7c./LaS und 8c./LaS produzierten die Grusonwerke und Henschel die sogenannten Umsetz-Fahrzeuge. Diese insgesamt 147 Fahrzeuge sollten die Panzeraufbauten von frühen Ausf. A Serienfahrzeugen übernehmen, die wegen des Alters und der schwachen Motorisierung nicht mehr bei Kampfverbänden verwendet werden konnten.

#### Motorisierung

##### Ottomotor
Ausführung A verfügte über einen luftgekühlten 4-Zylinder-Boxermotor Krupp M305 mit 57 PS, Ausführung B über einen wassergekühlten 6-Zylinder-Motor Maybach NL 38 TR mit 100 PS. Bereits bei Beginn der Entwicklung wurde von den deutschen Dienststellen die geringe Motorleistung des Fahrzeugs beanstandet. Im Laufe der Entwicklung wurden verschiedene Ansätze unternommen, um in diesem Bereich eine Verbesserung zu erreichen. Ausführung C verfügte über einen wassergekühlten 6-Zylinder-Reihenmotor Maybach HL 45 P mit 150 PS und eine Höchstgeschwindigkeit von 65 km/h.

##### Dieselmotor
Versuchsweise wurden einige Fahrzeuge mit dem luftgekühlten Krupp-M601-Dieselmotor ausgerüstet, dessen Leistung von 45 PS man aber genauso als unzureichend erachtete und die Versuche nicht fortsetzte. Somit wurden praktisch bis zu dem im Jahre 1942 erscheinenden Dieselmotor des Tatra 111 keine weiteren Entwicklungsversuche gemacht, um luftgekühlte Dieselmotoren für gepanzerte Fahrzeuge zu schaffen.

## Einsatz
Im Jahre 1935 änderte sich die Bezeichnung aufgrund der nunmehr verwendeten militärischen Gerätebezeichnungen in „Panzerkampfwagen (MG) (SdKfz 101) I Ausf. A“. Der Panzer wurde im September 1935 in Nürnberg auf dem Reichsparteitag der Öffentlichkeit erstmals vorgestellt.
Mit dem PzKpfw I wurde im August 1935 die Idee eines operativen Panzer-Großverbandes im Rahmen von Versuchsübungen im Raum Munster-Soltau unter Beweis gestellt. Der Erfolg dieser Übungen bestätigte das Konzept der Panzerdivision und die geplante Aufstellung von drei Panzerdivisionen zum Oktober 1935, welche auch umgesetzt wurde. In einem Bericht am 9. Januar 1936 forderte der Generalstabschef des Heeres, General Ludwig Beck, von AHA und HWA alle deutschen Panzerkampfwagen mit panzerbrechenden Waffen (gemeint dürften 3,7-cm-KwK gewesen sein) auszurüsten. Das AHA, unter der Leitung von Generalmajor Friedrich Fromm, stellte sich ausdrücklich auf den von Fromm postulierten Standpunkt, dass Panzer die Infanterie zu unterstützen und lebende Ziele zu bekämpfen haben. Das AHA hielt das Gefecht Panzer gegen Panzer für sehr unwahrscheinlich. Dies erklärt den starken Fokus, den die beiden deutschen Ämter in den vorherigen Jahren auf die Entwicklung der beiden leichten Panzertypen Panzer I und Panzer II gelegt hatten.
Die schnelle Produktion der Panzerkampfwagen I ermöglichten es der Wehrmacht, bis Mitte 1936 schon über 1.000 Fahrzeuge für die Aufstellung erster Großverbände zu nutzen, ohne weitere Panzertypen zur Verfügung zu haben. Mit dem Beginn des Zulaufs an Panzerkampfwagen II ab Mai 1937 bleibt die Zahl der Panzerkampfwagen I dann konstant bei ca. 1450.

### Legion Condor

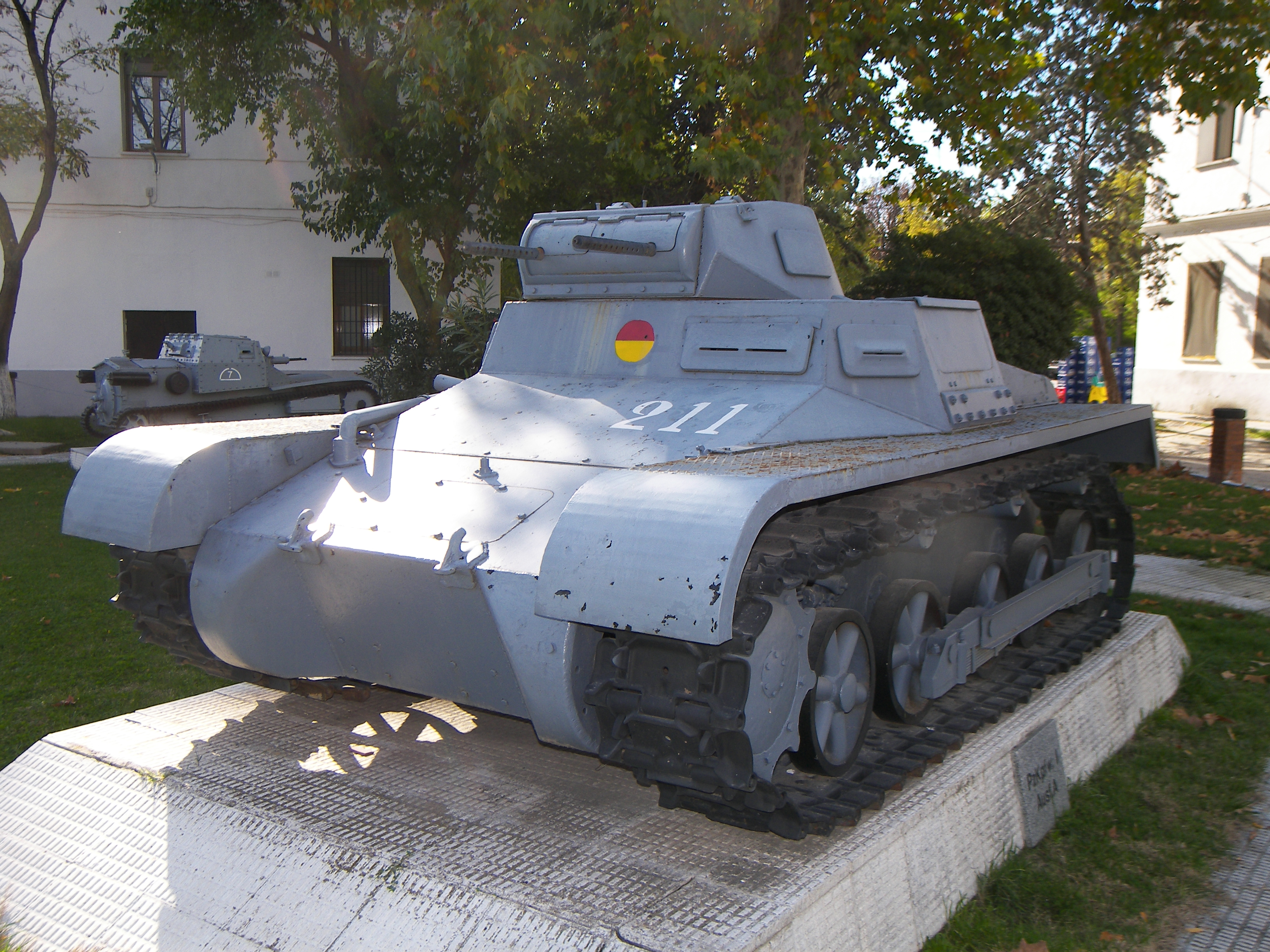
„Ausf. A“ Panzer I in einem spanischen Museum

Im Oktober 1936 wurde eine Lieferung mit 32 Panzerkampfwagen I Ausf. A zur Unterstützung der nationalistischen Streitkräfte des Generals Franco nach Spanien geschickt. In der Nähe von Madrid in Santa Juana de la Cruz de Cubas de la Sagra wurde ein Ausbildungslager mit deutschen Freiwilligen eingerichtet, die als Berater, Ausbilder, Transportfahrer und Mechaniker den Aufbau von zwei spanischen Panzerbataillonen unterstützten. Kommandeur des deutschen Kontingents war durchgängig Oberst Ritter von Thoma.
In einigen Quellen wird angenommen, dass ca. 120 PzKpfw I A und B im Einsatz waren, die sich in vier Abteilungen mit jeweils drei Kompanien zu je 15 Panzer gliederten. Nach Auswertung von Inventurberichten ist jedoch eher wahrscheinlich, dass ca. 45 PzKpfw I Ausf. A und ca. 45 PzKpfw I Ausf. B mit weiteren 4 kleinen Panzerbefehlswagen I geliefert worden sind.
Diese Feuertaufe im Spanischen Bürgerkrieg wurde international wahrgenommen und bewertet. Von Thoma verfasste einen Bericht, welcher schonungslos die Schwächen des Panzerkampfwagen I und die hieraus resultierenden Schlussfolgerungen aufführte. Auch im Ausland gab es Schlussfolgerungen aus den Panzergefechten in Spanien, welche sicherlich zur Unterschätzung der deutschen Offensivkraft zu Beginn des Zweiten Weltkrieges beigetragen haben dürften. Der britische General Fuller veröffentlichte in der Times sogar die Auffassung, dass alle Panzertypen in Spanien lediglich die Objekte billiger Massenproduktion seien.
Von Thoma geht darauf ein, dass die Panzer im Nahkampf (120 bis 150 m) mit der SMK-Munition gegen die sowjetischen Modelle T-26 der 6-ton-Klasse anfänglich Erfolge erzielten. Doch die republikanischen Besatzungen lernten schnell, auf Abstand zu bleiben, um dann mit ihren 45-mm-Kanonen gegen die deutschen Panzer I wirken zu können, ohne selbst gefährdet zu sein. In einigen Werken wird von einer Deklassierung des Panzers I gesprochen, was relativiert werden muss, da der Panzer I nicht zur Bekämpfung gegnerischer Panzer entwickelt worden war. Als Reaktion auf die reale Kampfsituation in Spanien wurden Anfang 1937 sechs der Panzer I umgebaut und mit der italienischen 20-mm-L/65-Breda-Flak Modell 1935 versehen. Alle Fahrzeuge galten von Beginn an als den nationalistischen Streitkräften überlassen und verblieben nach dem Ende des Bürgerkrieges und der Rückkehr des deutschen Ausbildungs- und Unterstützungkontingents weiter im aktiven Dienst. Einzelne Fahrzeuge sind noch heute in Spanien zu besichtigen.
Beim Anschluss Österreichs waren die Panzer nicht in Kampftätigkeiten verwickelt, hatten aber einen längeren Weg zurückzulegen. Auf den teilweise mehr als 600 Kilometern blieben einige Panzer pannenbedingt liegen, was eine kontroverse Debatte auslöste und zu einer vollständigen Neuausrichtung der Reparatur- und Bergungsdienste führte.

### Zweiter Weltkrieg

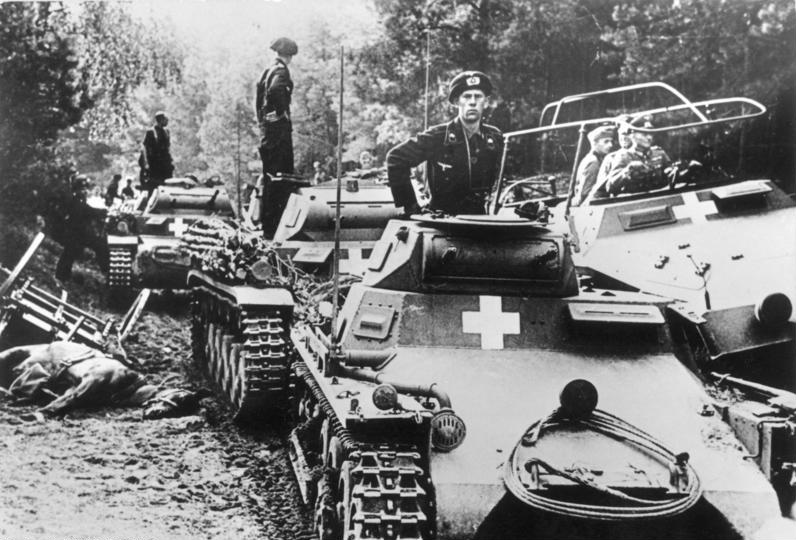
Deutsche Panzertruppen an der Brahe

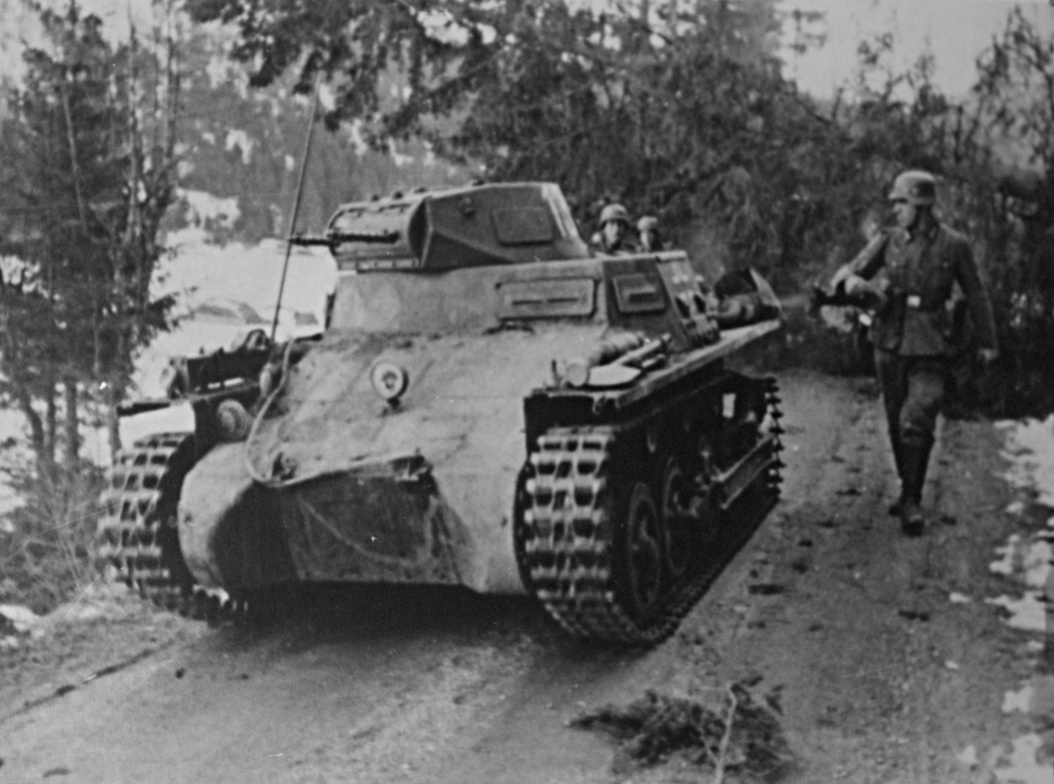
PzKpfW I in Norwegen während der Unternehmung Weserübung

Während der Mobilisierungsphase im August 1939 bildeten die Panzerverbände aus den 4. leichten Kompanien neue Panzerersatzabteilungen. Hierbei waren überproportional viele Panzerkampfwagen I dabei (260 Fahrzeuge und 20 kleine Panzerbefehlswagen). Da in einigen Fällen noch nicht die Sollzahl an Panzer II erreicht war, wurden noch Panzer I an deren Stelle verwendet.

#### Polen
Zu Beginn des Polenfeldzugs waren bei den angreifenden Verbänden noch 1.026 Panzer I im Einsatz. Beim Ersatzheer waren 260 Fahrzeuge im Bestand. Überzählige Panzer I sollten in den Depots (Heereszeugämtern) sein. Die Verteilung am 1. Dezember war: 1. Panzer Division (54 PzKw I/PzRgt 2 und 39 PzKw I/PzRgt 1), 2. Panzer Division (62 PzKw I/PzRgt 4 und 62 PzKw I/PzRgt 3), 3. Panzer Division (59 PzKw I/PzRgt 6 und 63 PzKw I/PzRgt 5), 4. Panzer Division (84 PzKw I/PzRgt 36 und 99 PzKw I/PzRgt 35), 5. Panzer Division (80 PzKw I/PzRgt 31 und 72 PzKw I/PzRgt 15), Panzer-Division Kempf (61 PzKw I/PzRgt 7), 10. Panzer Division (57 PzKw I/PzRgt 8), 4. leichte Division (34 PzKw I/PzAbt 33), 2. leichte Division (41 PzKw I/PzAbt 66), Panzer-Regiment 25 (78 PzKw I), Panzer-Regiment 10 (28 PzKw I). Als Totalausfälle wurden nach Ende der Kämpfe in Polen 89 Panzer I gemeldet, davon waren mit 46 Fahrzeugen die meisten bei der 4. Panzer Division verloren gegangen. Mit 25 Fahrzeugen hatte auch die 1. Panzerdivision eine erhebliche Anzahl Fahrzeuge eingebüßt.

#### Weserübung – Norwegen April 1940
Die Operationen zur Besetzung Norwegens wurde von der Panzer-Abteilung zur besonderen Verfügung 40 (z.b.V. 40) unterstützt. Diese verfügte über drei Kompanien und drei zusätzliche Züge mit Panzern. Nach den vorhandenen Dokumenten wurden 29 Panzer I in Norwegen eingesetzt, und 8 Panzer I gingen als Totalverluste verloren.

#### Westfeldzug
Während des Frankreichfeldzuges belief sich der Bestand auf 1077 Fahrzeuge, wovon sich aber nur 523 Kampfwagen bei den zum Angriff bestimmten Divisionen befanden. Die Verteilung am 10. Mai war: 1. Panzer Division (26 PzKw I/PzRgt 2 und 26 PzKw I/PzRgt 1), 2. Panzer Division (23 PzKw I/PzRgt 4 und 22 PzKw I/PzRgt 3), 3. Panzer Division (117 PzKw I/PzRgt 6 und ? PzKw/PzRgt 5), 4. Panzer Division (66 PzKw I/PzRgt 36 und 69 PzKw I/PzRgt 35), 5. Panzer Division (46 PzKw I/PzRgt 31 und 51 PzKw I/PzRgt 15), 7. Panzer Division (34 PzKw I/PzRgt 25 und ?/PzAbt 66), 9. Panzer Division (30 PzKw I/PzRgt 33), 10. Panzer Division (22 PzKw I/PzRgt 8 und 22 PzKw I/Pz.Rgt. 7). Die Verluste des Westfeldzuges lagen im Mai bei 142 und im Juni bei 40 Panzer I.

#### Operation Marita – Griechenland 1941
Am 6. April 1941 stießen deutsche Truppen mit sechs Panzerdivisionen im Rahmen der Operation Marita nach Griechenland und Jugoslawien vor. Dabei setzten die 5. Panzer Division neun Panzer I im Panzer-Regiment 31 und die 9. Panzer Division neun Panzer I im Panzer-Regiment 33 ein. Die Verlustmeldungen sind hierbei nicht ganz schlüssig. So meldete die 2. Panzer Division den Verlust von drei Panzer I, welche nicht in der Stärkemeldung vom 6. April angegeben war. Die 5. Panzer Division meldete einen Panzer I als Verlust und die 9. Panzer Division meldete drei Totalverluste.

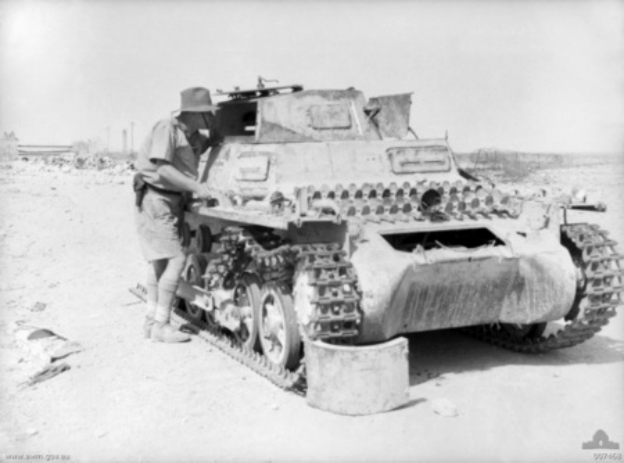
Zerstörter Panzer I vor Tobruk 1941

#### Operation Sonnenblume – Nordafrika 1941
Zwischen dem 8. und 10. Mai 1941 wurde das Panzer-Regiment 5 in Tripolis ausgeladen und ging als erster Panzerverband mit 25 Panzer I in den Einsatz, bei dem die italienischen Streitkräfte in Nordafrika unterstützt werden sollten. Offensichtlich wurden die Fahrzeuge relativ schnell aufgebraucht, beziehungsweise als nicht mehr einsetzbar bewertet, da diese in den folgenden Stärkemeldungen nicht mehr aufgeführt werden.

#### Unternehmen Barbarossa – Sowjetunion 1941
Am 22. Juni 1941 griffen die deutschen Streitkräfte die Sowjetunion an. Noch immer waren laut Stärkemeldung einige Panzer I bei einigen Einheiten im Einsatz: 12. Panzer Division (40 PzKw I/PzRgt 29), 17. Panzer Division (12 PzKw I/PzRgt 39), 18. Panzer Division (6 PzKw I/PzRgt 18), 19. Panzer Division (42 PzKw I/PzRgt 27), 20. Panzer Division (44 PzKw I/PzRgt 21).
Die verschiedenen Klarstandsmeldungen der Panzerdivisionen bis in den Herbst 1941 zeigen ein anderes Bild. Hier wird bei den meisten Verbänden noch ein Bestand an Panzerkampfwagen I angegeben. Wobei die 12., die 19. und die 20. Panzer Division, die mit einer großen Zahl in das Unternehmen gestartet waren, hohe Verluste dieser Panzer meldeten.
Im Jahre 1941 wurde der Panzer I endgültig bei den Fronteinheiten ersetzt und nur noch zu Sicherungs- und Ausbildungszwecken verwendet. Die Totalverluste einschließlich der Umbauten beliefen sich bis April 1942 auf insgesamt 853 Panzer, wovon in den ersten drei Kriegsjahren die Totalverluste folgendermaßen beziffert werden können:
- 1939: 89 Stück
- 1940: 232 Stück
- 1941: 415 Stück

### Bewertung als Kampffahrzeug
Die Entwicklungsgeschichte des PzKpfw I reicht bis in das Jahr 1930 zurück. Vor diesem Hintergrund muss er mit anderen Entwürfen jener Zeit verglichen werden. Betrachtet man den Schriftverkehr zum Rüstungsstand und der industriellen Entwicklung stellte er für die verantwortlichen, militärischen Dienststellen eine finanzierbare Lösung zum Aufbau einer künftigen kampfkräftigen Panzertruppe dar. So wird noch in einer Stellungnahme der Abteilung WaPrüf 6 zur Denkschrift Nr. 14/36 des Heereswaffenamtes formuliert: Der M.G.-Pz.Kpf.Wg. ist vom Gesichtspunkt der Waffenwirkung (2 Maschinengewehre) ein sehr geeignetes Fahrzeug. Außerdem wird der Nachteil seiner dünnen Panzerung (sie schützt nur gegen Infanteriegeschosse) teilweise durch den Vorteil seiner kleinen Zielfläche und den niedrigen Beschaffungspreis (Massenproduktion) ausgeglichen.
Aus der Sicht deutscher Dienststellen war durch seine frühe Verfügbarkeit in der Wiederaufrüstungsphase vor dem Zweiten Weltkrieg und die geringen Kosten pro Fahrzeug, der Panzerkampfwagen I das einzige Fahrzeug, welche es der Wehrmacht ermöglichte, jene großen neuen Panzerverbände aufzubauen, mit denen in den Zwischenkriegsjahren, neue Konzepte erprobt, eine leistungsfähige Rüstungsindustrie aufgebaut und eine große Zahl von Wehrdienstleistenden und Zeitsoldaten mit Panzerfahrzeugen als solches vertraut gemacht werden konnten. Die wachsende Zahl von besser gepanzerten Fahrzeugen in der französischen Armee brachte erst nach der Einführung des Panzerkampfwagen I bei der Wehrmacht zunehmend das Thema der Bekämpfung gegnerischer Kampfwagen auf. Doch über längere Zeit galt noch bei vielen Offizieren und den Beamten der militärischen Verwaltung die Bekämpfung von „lebenden Zielen“ als Hauptaufgabe des Panzers.
Faktisch hat der Panzerkampfwagen I der Wehrmacht als Exerzierpanzer und zur Ausbildung in den Panzerfahrschulen wertvolle Dienste geleistet. Doch schon bei Kriegsbeginn im September 1939 gab es bereits viele moderne gegnerische Panzertypen, die ihm deutlich überlegen waren. Da die deutsche Industrie größere Panzer nicht in vergleichbaren Stückzahlen liefern konnte, blieb er jedoch bei Kriegsbeginn wichtiger Teil der Frontverbände, bis er durch die besser gepanzerten Typen, wie den Panzer II, Panzer III und Panzer IV ersetzt werden konnte.

## Varianten

### Fertigungsmodelle

#### L.K.A. / L.K.B.
L.K.A. -
Leider hat sich über die Jahre in der Literatur einiges an Verwirrung ergeben was dieses Fahrzeug angeht. Der Leichte Kampfwagen Ausland (L.K.A.) wird immer wieder für einen Teil der Entwicklungsgeschichte des Panzerkampfwagen I gehalten, doch als der L.K.A. entwickelt wurde, war die Entwicklung des Panzerkampfwagen I bereits abgeschlossen.
Mit der Entwicklung des L.K.A. wurde im Mai 1936 begonnen. Der künftige Panzer sollte dem Pz.Kpfw.I, dessen Design als Grundlage diente, weitgehend ähneln, aber das Kampfgewicht der Maschine sollte 4,5 Tonnen nicht überschreiten, während der Panzerschutz des Pz.Kpfw.I beibehalten werden sollte. Dies sollte durch eine Reduzierung der Abmessungen erreicht werden. In Verbindung mit dem Einsatz des Krupp M 311 8-Zylinder-V-Motors, der 85 PS leistete, sollte der L.K.A. eine Höchstgeschwindigkeit von 50 km/h erreichen. Der L.K.A. war dem Pz.Kpfw.I grundsätzlich ähnlich, unterschied sich aber von diesem, abgesehen von einem neuen Triebwerk, durch eine 220 mm kürzere Wanne und ein neues Fahrwerk. Dieses bestand nun aus vier Laufrollen mit großem Durchmesser, welche in zwei Drehgestellen, zwei Laufrollen, dem Antriebsrad und dem hochgezogenen Streichblech zusammengefasst waren.
Am 22. Januar 1937 erhielt Krupp von der Rüstungsbehörde die vorläufige Genehmigung, den L.K.A. an andere Länder zu verkaufen. Die endgültige Genehmigung wurde allerdings verschoben, bis Krupp vollständige Zeichnungen für den Panzer vorlegte. Laut den Dokumenten von Krupp vom Februar 1937 wurde erwartet, dass der erste Prototyp bis Ende April 1937 fertig gestellt sein würde. Parallel zum Bau der Basisversion wurde von Ende 1936 bis Anfang 1937 der L.K.A.2 entwickelt, der sich von diesem durch einen vergrößerten Turm mit einem 20-mm-Maschinengewehr und einem 7,9-mm-Maschinengewehr unterschied.
Später änderte Krupp die Bezeichnung in MG-Kampfwagen Ausland (MG-K.A.).
L.K.B. -
Gleichzeitig mit der Arbeit an einem generellen Export-Fahrzeug begann Krupp mit einer speziellen Fahrzeug-Variante für die bulgarische Armee. Als Leichter Kampfwagen Bulgarien (L.K.B.) bezeichnet geht er auf das Interesse des mit der deutschen Regierung sympathisierenden bulgarischen Militärs zurück. Krupp hätte jedoch auch diesen Entwurf an jedes andere Land verkauft. Im Unterschied zum L.K.A. basierte dieser Entwurf auf dem Panzerkampfwagen I Ausf. B in Kombination mit einem neuen 8-Zylinder-M 311 V-Motor von Krupp. Der L.K.B. wurde nach der Fertigung eines Prototyps Anfang März 1937 zusammen mit einem Panzerkampfwagen I mit einem 6-Zylinder-Motor von Maybach zur Erprobung in die Versuchsstelle für Kraftfahrt (Verskraft) Kummersdorf geschickt. Die Erprobung erfolgte durch WaPrüf 6. Am 6. März 1937 erteilte die Rüstungsdirektion Krupp offiziell die Genehmigung zum Export des Panzers.
Krupp versuchte weiterhin, bis 1941 Panzer der Typen L.K.A. und L.K.B. an verschiedene Länder zu liefern, aber es gibt keinen Beweis dafür, dass einer dieser Panzertypen erfolgreich verkauft wurde. Die Gesamtproduktion der L.K.A. beschränkte sich schließlich auf einen einzigen Prototyp aus dem Jahr 1937, während die L.K.B. – drei zwischen 1937 und 1938 fertiggestellte Prototypen.

#### Kleiner Panzerbefehlswagen
Der Leichte (Funk) Panzerwagen ist ein Führungsfahrzeug auf dem Fahrgestell des Pz. Kpfw. I Ausf. A. Er wurde 1935 als Fahrzeug für Kommandeure von Pz.-Kpfw.-I-Einheiten geschaffen. Er unterschied sich von den normalen Pz.-Kpfw. I durch das Entfernen des Turms und eines Teils der Bodenplatte. Stattdessen hatte er einen kleinen gepanzerten Aufbau und eine Funkempfangs- und -sendestation im Gegensatz zu den Standardpanzern, die nur mit Funkgeräten ausgestattet waren. Die Produktion der Kommandowagen dieser Version beschränkte sich auf eine Charge von 15 Fahrzeugen, die zu den ersten 300 der 1935 gebauten 2. Serie gehörten. Über ihren Einsatz im Kampf liegen keine Daten vor. Über eine Bewaffnung verfügte das Fahrzeug vorerst nicht.

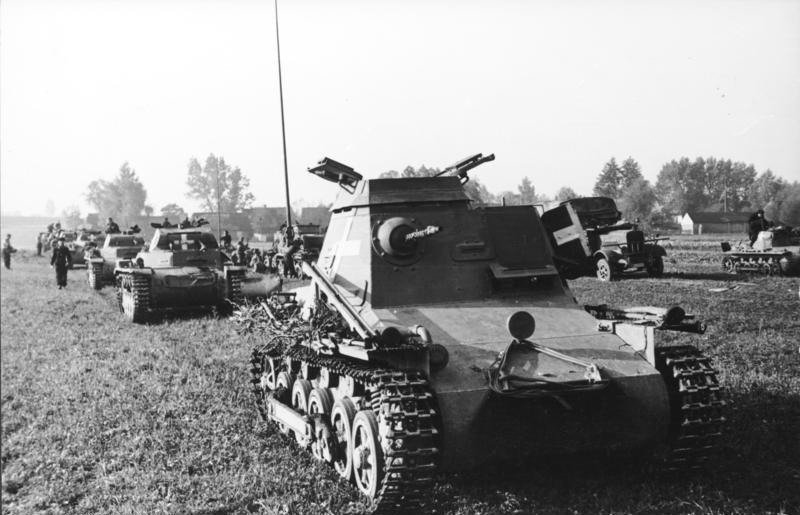
Panzerbefehlswagen I in Polen 1939

Bereits zwischen den Jahren 1936 und 1938 wurden Überlegungen angestellt, den Panzerverbänden auch gepanzerte Führungsfahrzeuge zur Verfügung zu stellen. Dieser Gedanke mündete schließlich in dem Kleinen Panzerbefehlswagen (Sd.Kfz. 265). Die Entwicklung und Herstellung dieses hauptsächlich auf der „Ausf. B“ basierten Kommandofahrzeuges oblag der Firma Daimler-Benz in Berlin-Marienfelde. Anstelle des regulären Turms besaß der PzBefWg einen festen Aufbau, der Platz für einen Funker, einen Kartentisch und ein zusätzliches Funkgerät (FuG 6; Reichweite von 10 km für Sprach- und 13 km für Morseempfang) bot. Zur Nahverteidigung stand ein MG 34 in einer Kugelblende mit 900 Schuss Munition zur Verfügung. Insgesamt gab es die drei verschiedenen Typen „1 kl. B“, „2 kl. B“ und „3 kl. B“, welche sich nur unwesentlich unterschieden. Von dem bis Ende 1942 im Dienst befindlichen Modell wurden 184 Fahrzeuge gebaut: 25 Fahrzeuge der 1. Serie basierten auf der Ausführung A und wurden ausschließlich von Krupp Gruson gefertigt.
Die 47 Fahrzeuge der 2. Serie (Fertigung bei Krupp Gruson, Daimler-Benz und Henschel) und die 112 Fahrzeuge der 3. Serie (Fertigung bei Daimler-Benz und Henschel) basierten auf der Ausführung B.

### Umbauten

#### PzKpfw I (A) Flammenwerfer
Im Gegensatz zu den Panzerkampfwagen II und Panzerkampfwagen III gab es keine Serien-Flamm-Pz.Kpfw vom Pz.Kpfw.I. Beschrieben wird der Einsatz des kleinen deutschen Flammenwerfer als Bewaffnung des Panzer I in einem Bericht des Generalstab des Heeres vom 30. März 1939 zum Bürgerkrieg in Spanien. Während des Nordafrikafeldzuges wurde jedoch mindestens ein Pz.Kpfw.I zum Flammpanzer. Ein weiteres Foto dokumentiert einen Panzer I mit einem montierten Abwurfgerät für Ladungen, der offensichtlich einen Flammenwerfer aus dem Turm heraus einsetzt. Hierbei wurde anstelle des rechten Maschinengewehres ein tragbarer Flammenwerfer 40 installiert, welchen auch die Infanterie nutzte. Der Flammenwerfer 40 hatte eine Wurfweite von weniger als 25 Metern und konnte in nur zehn bis zwölf Ein-Sekunden-Salven abgefeuert werden. Der in Nordafrika umgebaute Pz.Kpfw.I wurde bei der Belagerung von Tobruk im Mai 1941 eingesetzt. Zuvor gab es von den Spaniern zwei Feldversuche jeweils einem Flammenwerferpanzer auf Basis der Ausf. A und B. Diese hatten den Namen „Lanzallamas“, was auf Spanisch Flammenwerfer bedeutet. Die Ausf. A bekam hierbei einen Flammenwerfer 35 mit einem langen Rohr, wohingegen die Ausf. B einen Flammenwerfer 35 mit kurzem Rohr besaß.

#### PzKpfw I (A) und (B) Schulungsfahrzeug
Neben 150 Fahrgestellen LaS. der ersten Serie, die zu Schulungsfahrzeugen umgebaut wurden, erhielt die Firma Krupp vom Heereswaffenamt den Auftrag, ähnliche Fahrzeuge auf den Fahrgestellen des Pz.Kpfw.I Ausf. B herzustellen. Die neuen Fahrzeuge erhielten die Bezeichnung Schulfahrzeuge und unterschieden sich von den Panzern nur durch das Fehlen eines gepanzerten Aufbaus über dem Kampfraum und die Ausführung des Aufbaus über dem Motorraum bestand hier aus dünnen, ungepanzerten Stahlplatten. Auch waren Handläufe auf den oberhalb der Ketten befindlichen Kettenschutz vorhanden. Die Schulfahrzeuge wurden von Krupp, Henschel, Daimler-Benz und MIAG in vier Serien (5b, 6b, 7b und 8b) hergestellt. Die Gesamtproduktion der Schulfahrzeuge in den Jahren 1936–1937 betrug 295 Stück.

#### PzKpfw I (A) Munitionsschlepper

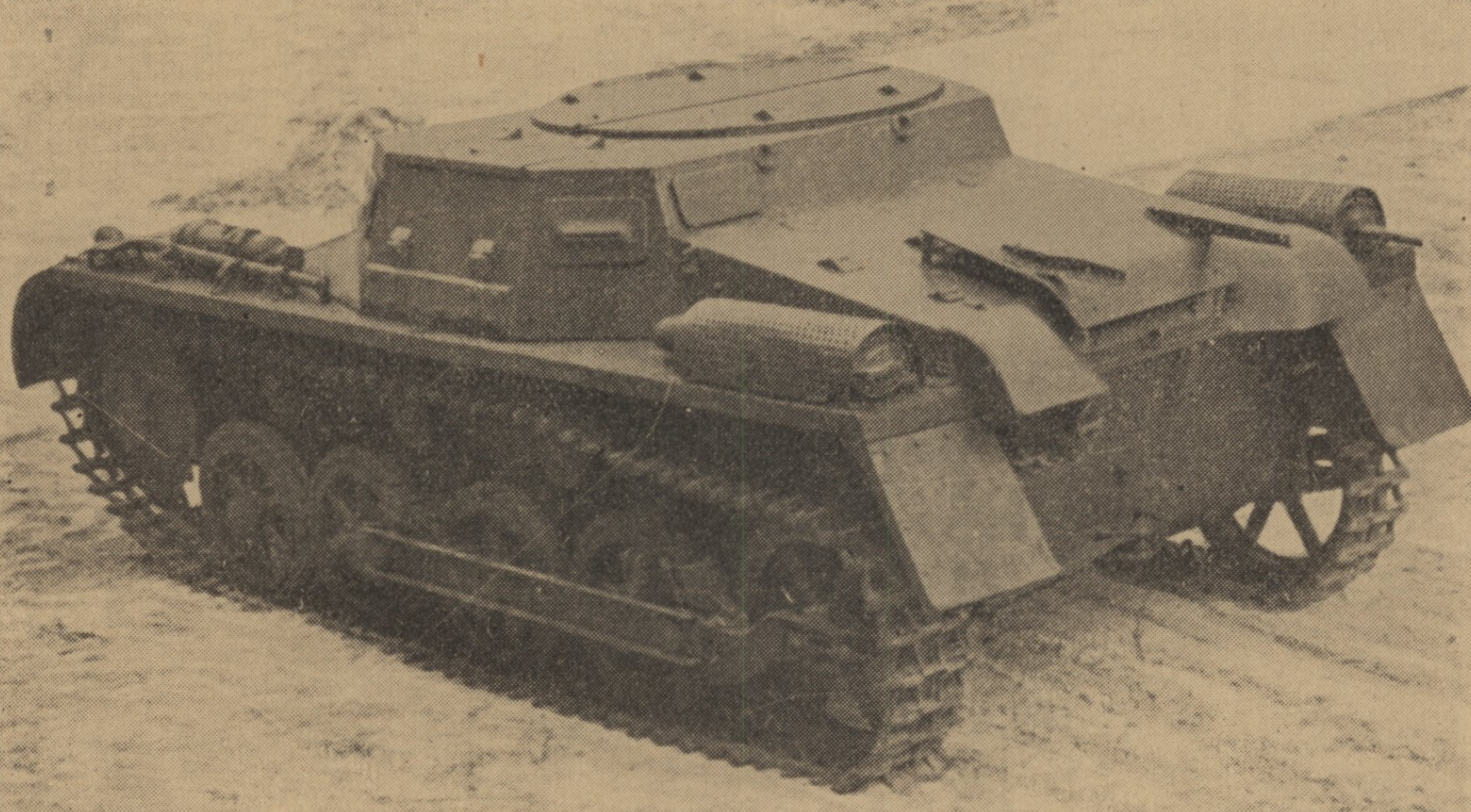
Munitionsschlepper

Auf der Basis der Grundversion entstanden eine ganze Reihe weiterer Varianten. So diente das Fahrgestell der „Ausf. A“ als Vorlage für einen Munitionsschlepper, der den gepanzerten Truppen folgen und eine Versorgung auch tief in Feindesgebiet ermöglichen sollte. Die Firma Daimler-Benz in Berlin-Marienfelde fertigte 51 Fahrzeuge, welche die offizielle Bezeichnung „PzKpfw I (A) Munitionsschlepper“ (SdKfz 111 / Gerät 35) trugen. Das unbewaffnete Versorgungsfahrzeug hatte eine Gesamthöhe von nur 1,40 m und eine Besatzung von zwei Mann. Auf dem Drehkranz des entfernten Turmes wurden zwei klappbare Stahlplatten montiert, durch die man Zugang zum Munitionsraum hatte. Die Panzerung betrug vorne 15 mm und seitlich 13 mm. Aufgrund einer Modifizierung des Kraftstofftanks verringerte sich die Reichweite auf etwa 95 km. Eine Funkausstattung war nicht vorhanden. Spätere Modernisierungen erhielten zusätzlich noch kleine Plattformen anstatt der Doppelluken, um noch mehr Material mitführen zu können.

#### PzKpfw I (A) Brückenleger

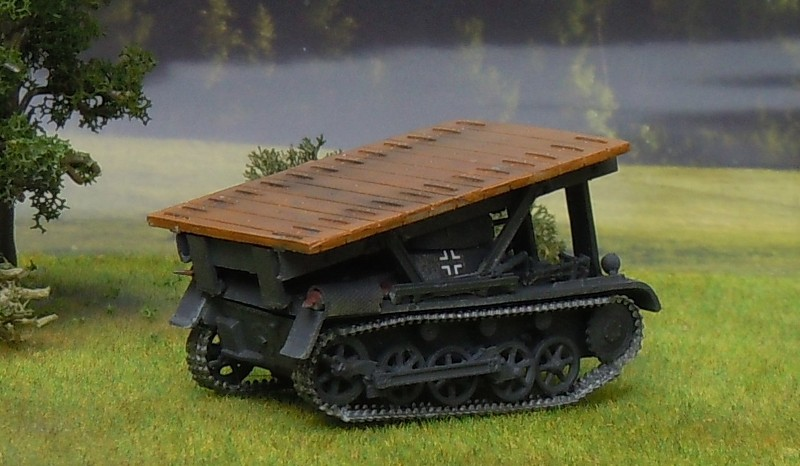
Brückenleger I (Modell)

Vom Brückenleger auf Panzerkampfwagen I Ausf. A gab es viele verschiedene Varianten und Ausführungen. Im Grunde war es aber eine fest auf einem Pz.Kpfw.I Ausf. A-Fahrgestell montierte Halterung mit einer Brücke von fünf Metern Spannweite. Es wurden mehrere Prototypen gebaut, aber Tests zeigten, dass das Fahrwerk des Panzers eine solche Last nicht tragen konnte, so dass die weitere Arbeit daran eingestellt wurde.

#### PzKpfw I (B) Ladungsleger (PzKpfw.I (M.G.) mit Abwurfvorrichtung)
Vor Beginn der Angriffsoperationen im West im Jahr 1940, hatte man sich seitens des Allgemeinen Heeresamtes, sicher in Zusammenarbeit mit der ausführenden Dienststelle, dem Heereswaffenamt, mit technischen Lösungen beschäftigt, welche es den Panzer-Pionieren ermöglichen sollte größere Sprengladungen an oder auf Objekten zu platzieren. Den Panzer-Pionieren standen zu dieser Zeit in der ersten Linie Panzerkampfwagen I Ausf. B und vereinzelt auch Panzerkampfwagen II zur Verfügung. Es entstanden unterschiedliche technische Lösungen, welche in der Literatur öfters unter dem Begriff Ladungsleger I zusammenfasst werden.
Es entstanden im ersten Zug vor dem Westfeldzug zwei unterschiedliche Lösungsansätze für das Fahrzeug.

##### PzKpfw.I (M.G.) mit Abwurfvorrichtung (Rutsche)
Offensichtlich in kleinerem Umfang oder sogar nur als Einzelfahrzeug gefertigt, wurde eine Konstruktion bei welcher die Sprengladung über eine Rutsche nach glitt und hinten unmittelbar am Fahrzeug abgeladen wurde. Eines dieser Fahrzeuge oder der Prototyp ist zu einem offensichtlich späteren Zeitpunkt mit beidseitig angebrachten Halterungen des schweren Wurfrahmen 40 fotografisch dokumentiert. Es sind nur sehr wenige Bilder des Fahrzeugs bekannt geworden.

##### PzKpfw.I (M.G.) mit Abwurfvorrichtung (Ausleger)
Eingeführt wurde eine zweite beim Pionier Bataillon 38 der 2. Panzerdivision zuvor erfolgreich erprobte Konstruktion aus gewinkelten Eisenträgern, gebogenem Rohr und einer Stahldraht-Abspannung. Am Ende der Rohre war ein gepanzerter Kasten befestigt, der ca. 1,5 m hinter dem Fahrzeug eine 50 kg Ladung aus einer Höhe von zirka 2 Metern durch das Öffnen zweier zu den Seiten schwingender Klapptüren ausladen konnte. Die Konstruktion war an vier Punkten mit der gepanzerten Oberwanne verbunden und so ausgeführt, dass ohne Demontage die Wartungsluken des Motorraumes geöffnet werden konnten.
Die genaue Anzahl der produzierten Abwurfvorrichtungen ist nicht bekannt, aber der General der Pioniere ordnete am 28. Dezember 1939 die Bestellung von 100 Stück dieser Konstruktionen an, später sollen 200 Stück bestellt worden sein. Am 4. März 1940 folgte die Anweisung die Pioniere der Panzerdivisionen als Panzer-Pionier-Kompanien zu organisieren. Ein entsprechender Kriegsstärkenachweise Nr. 716 (Behelf) folgte am 6. März und gliederte die neuen Fahrzeuge in zwei Zerstörungszüge zu je fünf PzKpfw.I (M.G.) mit Abwurfvorrichtung. Schon am 21. Februar war die Zuteilung der entsprechenden Basisfahrzeuge (Pz.Kpfw. I Ausf. B) für die 1. und 2. Kompanie und den Kompanieführer an die Pioniere der Panzerdivisionen angewiesen worden.

##### Ladungsleger auf Pz.Kpfw. I Ausf. B
Das Heereswaffenamt war mit der bestehenden Lösung offensichtlich noch nicht vollständig zufrieden. Am 9. Mai beauftragte die Abteilung WaPrüf 5 die Waggonfabrik Talbot in Aachen mit einer Weiterentwicklung des Konzepts. Hierbei sollte ein ausfahrbarer Ausleger zur Platzierung einer 75 kg Sprengladung eingesetzt werden. In Transportposition war der Ausleger zwei Meter und in ausgefahrenem Zustand 2,75 Meter lang. Für die Erprobung wurde je ein Fahrzeug mit dem neuen Gerät dem Pionier Bataillon 39 der 3. Panzerdivision und eines dem Pionier Bataillon 58 der 7. Panzerdivision zugeteilt. Es erfolgte keine Serienfertigung.

##### Ladungsleger 41 auf Pz.Kpfw.
Im Jahr 1942 beschäftigte sich das Waffenprüfamt 5 nochmals mit dem Thema. Wiederum wurde die Waggonfabrik Talbot in Aachen mit der Entwicklung eines Geräts beauftragt, welches nun eine 75-kg-Sprengladung an einem Ausleger platzieren und ergänzend einen Pressluftrohrladungswerfer für den Verschuss von Rohrladungen (sprengstoffgefüllte Rohre) in Sperren, wie Stahldrahtverhaue und Minenfelder, kombinieren sollte. Sechs Rohrladungen (3,5 Meter lang und 55 mm im Durchmesser) sollten auf jeder Seite des Fahrzeugs montiert werden. Die Länge des Auslegers sollte von dem Panzertyp abhängen, welcher zum Einsatz kommen würde. Die beiden vorgesehenen 75-kg-Ladungen sollten hinter dem Turm auf der Oberwanne des Panzers transportiert werden. Ein Versuchsfahrzeug wurde bestellt und sollte Mitte Mai 1942 ausgeliefert werden.

#### Panzerjäger I

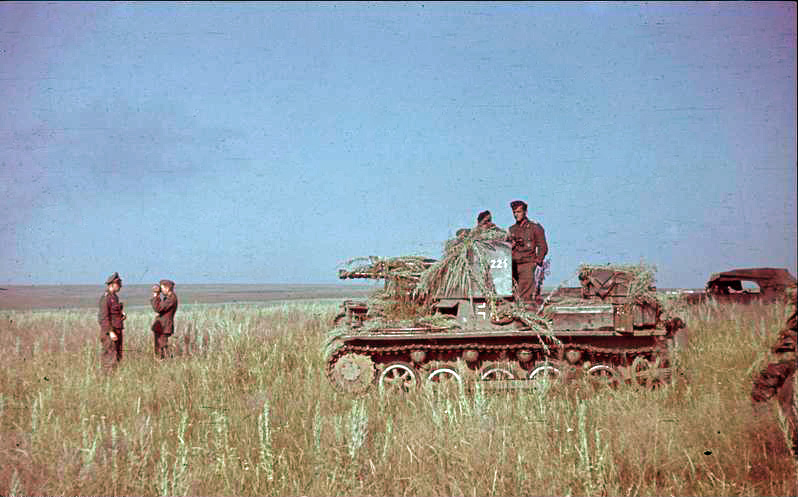
Panzerjäger I
(West-Ukraine 1941)

Bereits 1939 entstanden bei der Firma Alkett in Berlin-Spandau durch Umbau die ersten sogenannten Panzerjäger, die richtungsweisend für die sich anbahnende Entwicklung von Selbstfahrlafetten sein sollten. Hierbei wurde auf dem turmlosen Fahrgestell der „Ausf. B“ aus Mangel an deutschen Panzerabwehrkanonen eine tschechische 4,7-cm-Pak aufgesetzt. Der Aufbau war nach hinten und nach oben offen; vorne und seitlich befanden sich 14,5 mm starke Schutzschilde. Die offizielle Bezeichnung des „Panzerjäger I“ lautete „4,7 cm Pak (t) (Sfl) auf PzKpfw I, Ausf. B“. Bei einer Gesamthöhe von 2,25 m mit drei Mann Besatzung und mitgeführten 86 Schuss Munition betrug das Gefechtsgewicht 6,4 Tonnen. Bis Anfang 1941 wurden insgesamt 202 Panzerjäger gebaut. Aufgrund des eingeschränkten Richtbereiches von nur 15° nach beiden Seiten und der unzureichenden Panzerung und Bewaffnung waren diese Fahrzeuge bei Beginn des Russlandfeldzuges nur noch bedingt brauchbar, leisteten jedoch als Übergangslösung vor allem in Afrika noch gute Dienste.

#### Geschützwagen I

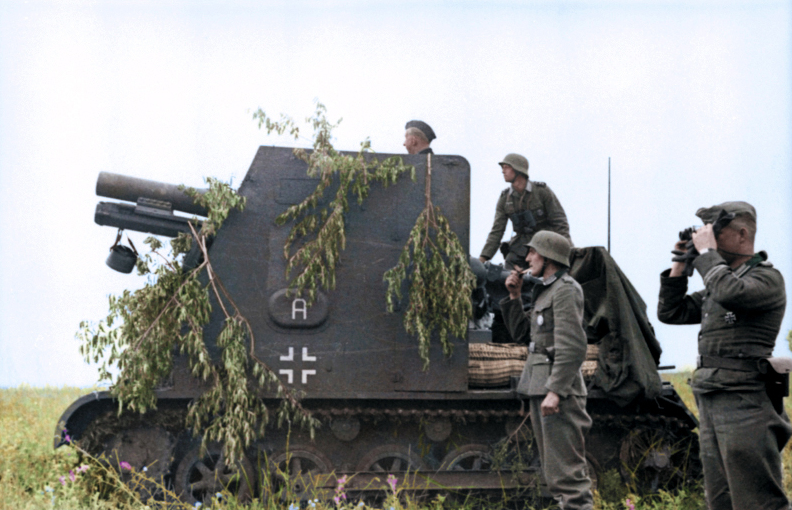
15 cm schweres Infanterie-Geschütz 33 auf Fahrgestell Panzer I Ausführung B (1942)

Fast gleichzeitig mit dem Panzerjäger I entstand, ebenfalls bei Alkett, ein weiterer Umbau, der als Stammvater der deutschen 15-cm-Infanteriegeschütz-Selbstfahrlafetten bezeichnet werden kann, sofern in Serie produzierte und eingesetzte Fahrzeuge betrachtet werden. Es handelt sich dabei um den „Geschützwagen I“, dessen genaue Bezeichnung „15 cm sIG 33 auf Fahrgestell Panzerkampfwagen I, Ausf. B“ lautete. Durch den Umbau der Fahrzeuge der „Ausf. B“ konnte das schwere 15-cm-Infanteriegeschütz-33 komplett mit Lafette und Rädern darauf verlastet werden. Als Schutz wurde vorne und seitlich ein 10 mm starker Panzerschild montiert. Von diesem Modell wurden nur 38 Stück gebaut. Da alleine die Waffe im feuerbereiten Zustand 1750 kg wog, war das Fahrgestell mit dem Gefechtsgewicht von 8,5 t restlos überlastet. Obwohl das Fahrzeug bei einer Höhe von 3,35 m einen viel zu hohen Aufzug hatte und nur als Provisorium angesehen werden konnte, war es in der Lage, eine recht brauchbare Feuerunterstützung zu geben.

#### Flakpanzer I
Weiterhin war das Fahrgestell der „Ausf. A“ Ausgangspunkt für den ab 1940 gebauten „Flakpanzer I“. Dazu wurde sowohl der Turm als auch die Motorabdeckung entfernt, um Platz für eine 2-cm-Flak 38 zu schaffen. Insgesamt wurden nur 24 Stück davon gefertigt. Aufgrund des zu geringen Platz musste die Munition für die 2-cm-Flak auf einem Anhänger mitgeführt werden. Hierzu wurde der reguläre Sonderanhänger 51 mit einer großen Munitionskiste versehen.

## Technik

### Technische Beschreibung

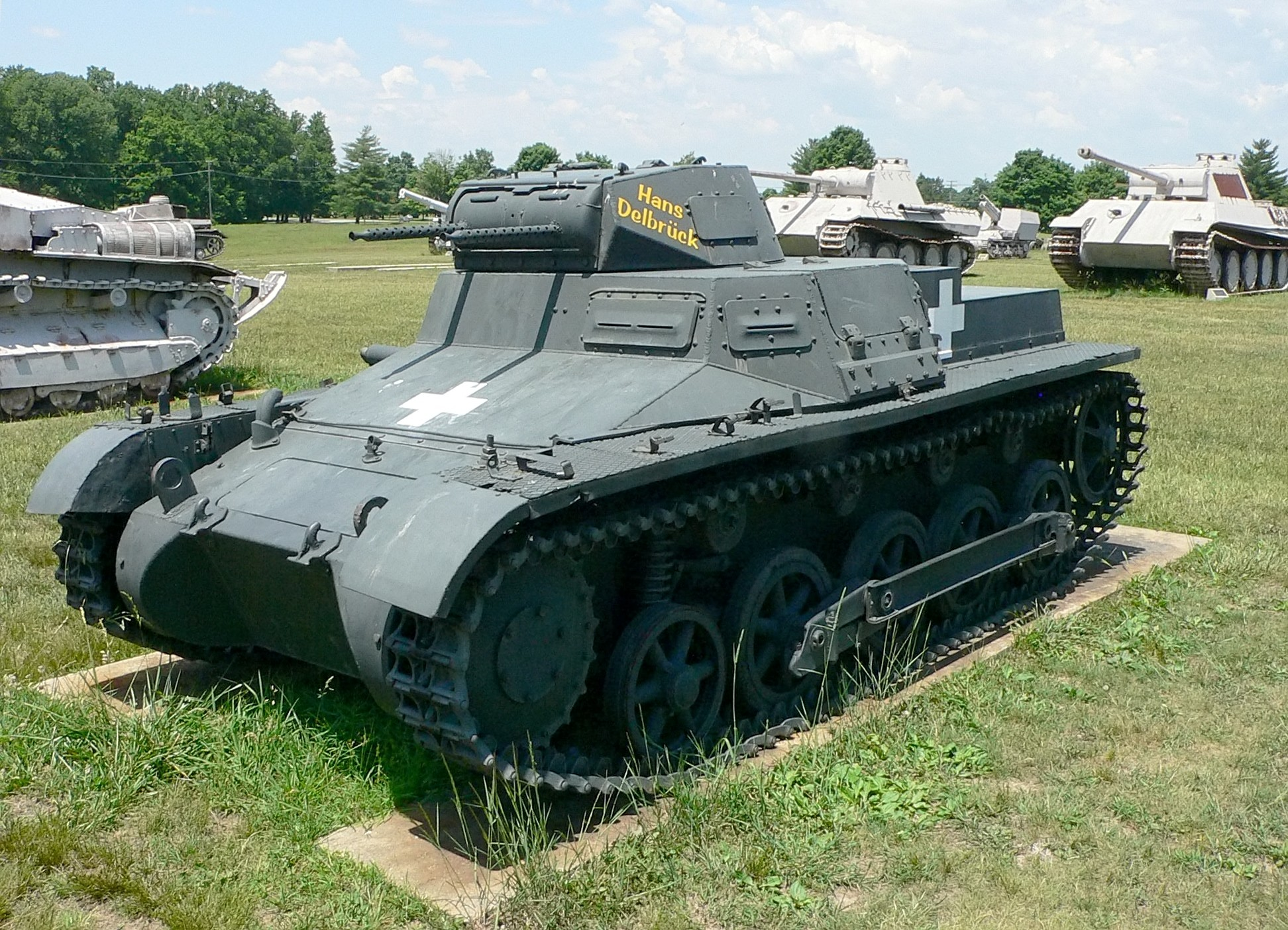
Auf diesem Bild sind die zwei Sehschlitze für den Fahrer in den gepanzerten Sichtklappen gut zu erkennen.

Die „Ausf. A“ wies ein Kampfgewicht von 5,4 t auf und wog ohne Turm und Aufbauten 3,5 t. Die zwei Mann starke Besatzung bestand aus dem Fahrer und dem Kommandanten, der gleichzeitig die aus zwei MG 13 bestehende Hauptbewaffnung in einem von Hand zu bedienenden und 360 Grad drehbaren Turm bediente. Der 57 PS starke luftgekühlte Krupp-Benzinmotor befand sich zusammen mit dem Ölkühler im Heck und wirkte über ein Vorgelege, eine Zwischenwelle sowie eine Zweischeiben-Trockenkupplung auf das Fünfgang-Schaltgetriebe Aphon FG 35 von ZF. Von dort verlief der Kraftfluss weiter durch einen Kegeltrieb über das Kupplungs-Lenkgetriebe und ein Seitenvorgelege zu den vorne liegenden Kettenantriebsrädern. Das Laufwerk bestand aus Lauf- und Stützrollen. Die erste Laufrolle war separat mit einer Schraubenfeder und einem Stoßdämpfer gefedert, während die übrigen mit einem Träger verbunden und durch Viertelfedern abgestützt waren.
Der links sitzende Fahrer betätigte das Lenkgetriebe mit Hilfe von zwei Lenkhebeln. Ein mittels Daumenhebel zu betätigender Griff wirkte als Ersatz für die nicht vorhandene Handbremse. Das Armaturenbrett enthielt Tachometer, Drehzahlmesser und eine Temperaturanzeige. Der Fahrer schaute durch eine direkt vor ihm befindliche Sichtöffnung, die durch eine gepanzerte Klappe (mit zwei kleinen Sehschlitzen) geschützt werden konnte. Auf beiden Seiten gab es jeweils eine weitere, mittels Schutzklappen verschließbare Sichtöffnung.
In dem etwas nach rechts versetzten Turm gab es auf beiden Seiten je eine und nach hinten zwei verschließbare Sichtöffnungen, wobei aber nur die beiden hinteren über Sehschlitze verfügten. Die beiden koaxial angebrachten MG 13 konnten unabhängig voneinander abgefeuert werden. Die +18° nach oben und −12° nach unten schwenkenden Waffen waren mit einem Zeiss-Teleskop mit 2,5-facher Vergrößerung verbunden. Das Funkgerät „FuG 2“ bestand aus einem Kurzwellenempfänger (22.200–33.300 kHz), der nur als Höranlage mit einer Reichweite von 3,3 km für Sprach- und von 6,6 km beim Morseempfang diente.

### Technische Daten
| Technische Daten der Versionen des Panzer I |                                          |                                                 |                                                  |                                                |
|                                             | Ausf. A                                  | Ausf. B                                         | Ausf. C (VK 6.01)                                | Ausf. F (VK 18.01)                             |
| Allgemeine Eigenschaften                    |                                          |                                                 |                                                  |                                                |
| Kampfgewicht                                | 5,4 t                                    | 6,0 t                                           | 8,0 t                                            | 20 t                                           |
| Länge                                       | 4,02 m                                   | 4,42 m                                          | 4,19 m                                           | 4,38 m                                         |
| Breite                                      | 2,06 m                                   | 2,06 m                                          | 1,92 m                                           | 2,64 m                                         |
| Höhe                                        | 1,72 m                                   | 1,72 m                                          | 1,94 m                                           | 2,05 m                                         |
| Besatzung                                   | 2                                        | 2                                               | 2                                                | 2                                              |
| Baujahr                                     | 1934–1936                                | 1935–1937                                       | 07–12/1942                                       | 06–12/1942                                     |
| Stückzahl                                   | 818                                      | 675                                             | 40                                               | 30                                             |
| Bewaffnung                                  | 2 × MG 13 (7,92 × 57 mm)                 | 2 × MG 13 (7,92 × 57 mm)                        | 1 × MK EW 141 (7,92 × 94 mm) 1 × MG 34 (7,92 mm) | 2 × MG 34 (7,92 mm)                            |
| Munition                                    | 1525 Schuss                              | 1525 Schuss                                     |                                                  | 5100 Schuss                                    |
| Panzerung                                   |                                          |                                                 |                                                  |                                                |
| Wanne Front                                 | 13 mm / 27–63°                           | 13 mm / 27–63°                                  | 30 mm / 20–80°                                   | 80 mm / 20–80°                                 |
| Wanne Seite                                 | 13 mm / 70–90°                           | 13 mm / 70–90°                                  | 20 mm / 82–90°                                   | 50 mm / ~ 90°                                  |
| Wanne Heck                                  | 13 mm / 50–75°                           | 13 mm / 50–75°                                  | 20 mm / 30–75°                                   | 50 mm / 14–75°                                 |
| Wanne Decke                                 | 6 mm / 0–50°                             | 6 mm / 0–50°                                    | 10 mm / 0°                                       | 25 mm / 0°                                     |
| Wanne Boden                                 | 6 mm / 0°                                | 6 mm / 0°                                       | 10 mm / 0°                                       | 25 mm / 0°                                     |
| Turmfront                                   | 13 mm / 80°                              | 13 mm / 80°                                     | 30 mm / 80–90°                                   | 80 mm / ~ 90°                                  |
| Turmblende                                  | 13 mm / gewölbt                          | 13 mm / gewölbt                                 | 30 mm / gewölbt                                  | 80 mm / stark gewölbt                          |
| Turmseite                                   | 13 mm / 68°                              | 13 mm / 68°                                     | 20 mm / ~ 70°                                    | 50 mm / ~ 70°                                  |
| Turm – Heck                                 | 13 mm / 68°                              | 13 mm / 68°                                     | 20 mm / ~ 70°                                    | 50 mm                                          |
| Turm – Decke                                | 8 mm / 0°                                | 8 mm / 0°                                       | 10 mm / 0°                                       | 25 mm / 0°                                     |
| Antrieb                                     |                                          |                                                 |                                                  |                                                |
| Motor                                       | Krupp M 305 4-Zylinder-Boxer luftgekühlt | Maybach NL 38 TR 6-Zylinder-Reihe wassergekühlt | Maybach HL 45 P 6-Zylinder-Reihe wassergekühlt   | Maybach HL 45 P 6-Zylinder-Reihe wassergekühlt |
| Leistung bei min−1                          | 57 PS / 2500                             | 100 PS / 3000                                   | 150 PS / 3800                                    | 150 PS / 3800                                  |
| Hubraum                                     | 3460 cm³                                 | 3790 cm³                                        | 4678 cm³                                         | 4678 cm³                                       |
| Gänge (V / R)                               | 5 / 1                                    | 5 / 1                                           | 6 / 1                                            | 4 / 1                                          |
| Leistung/Gewicht                            | 10,6 PS/t                                | 16,7 PS/t                                       | 18,8 PS/t                                        | 7,1 PS/t                                       |
| Höchstgeschwindigkeit                       | 37 km/h                                  | 40 km/h                                         | 65 km/h                                          | 25 km/h                                        |
| Kraftstoffvorrat                            | 144 l                                    | 146 l                                           |                                                  |                                                |
| Reichweite                                  | 145 km Straße 100 km Gelände             | 170 km Straße 115 km Gelände                    | 300 km Straße                                    | 150 km Straße                                  |
| Kettenbreite                                | 28 cm                                    | 28 cm                                           | 39 cm                                            | 54 cm                                          |
| Bodendruck                                  | 0,40 kg/cm²                              | 0,42 kg/cm²                                     | 0,48 kg/cm²                                      | 0,46 kg/cm²                                    |
| Bodenfreiheit                               | 29 cm                                    | 29 cm                                           |                                                  |                                                |

## Panzerkampfwagen I „neue Art“
Der Panzerkampfwagen I Ausf.C (VK 6.01) und der Panzerkampfwagen I Ausf.F (VK 18.01) waren zwei Prototyp-Panzer, die in den Jahren 1937–1939 entwickelt wurden. Obwohl sie als Pz.Kpfw.I „neuer Art“ (n.A.) bezeichnet wurden und als Modifikationen des Pz.Kpfw.I ausgewiesen waren, hatten diese beiden Panzer außer dem Namen und einigen Merkmalen des allgemeinen Layouts nichts mit diesem gemeinsam.

### Siehe auch

Panzerkampfwagen I Ausf. A

### Panzerkampfwagen I Ausf. C / VK 6.01

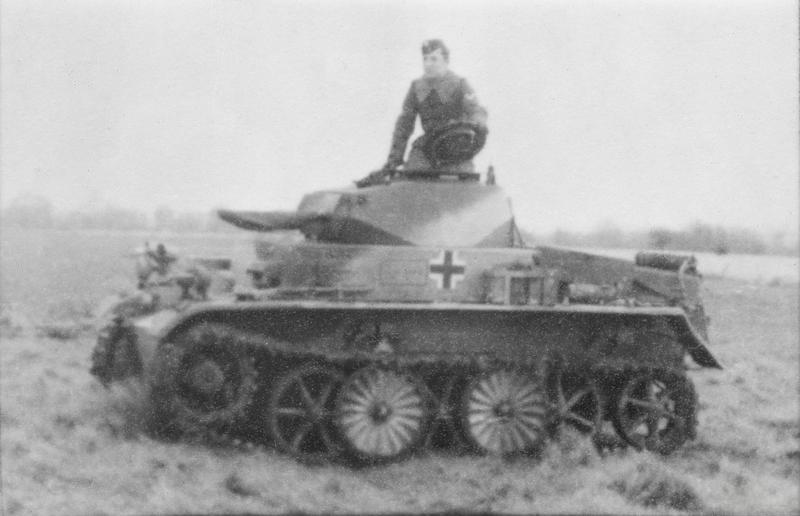
Pz.Kpfw. I Ausf. C bei der Truppenerprobung

Obwohl die geringe Kampfkraft schon vor dem Krieg offensichtlich war, wurde noch am 15. September 1939 das Heereswaffenamt aufgefordert, den PzKpfw I weiterzuentwickeln. Der VK 6.01 wurde im Rahmen des Auftrages für einen luftbeweglichen Hochgeschwindigkeits-Aufklärungspanzer entwickelt und war mit zwei Mann Besatzung und einem Kampfgewicht von 8 Tonnen mit einer 20-mm-Maschinenkanone bewaffnet und durch eine 20-30-mm-Vertikalpanzerung geschützt. Als Entwicklungsfirmen wurden für das Fahrgestell die Krauss-Maffei AG und für den Turm die Daimler-Benz AG eingeschaltet. Für ein Kettenfahrzeug konnte die Ausf.C extrem hohe Geschwindigkeiten (bis zu 79 km/h). erreichen. Es wurde auch eine Variante mit einem anderen Antriebssystem entwickelt, die als Panzerkampfwagen I Ausf.D oder VK 6.02 bezeichnet wurde. Nach verschiedenen Quellen wurden 1942 40 oder 46 Fahrzeuge dieses Typs hergestellt, die jedoch nicht im Kampf eingesetzt wurden.

### Panzerkampfwagen I Ausf. F / VK 18.01

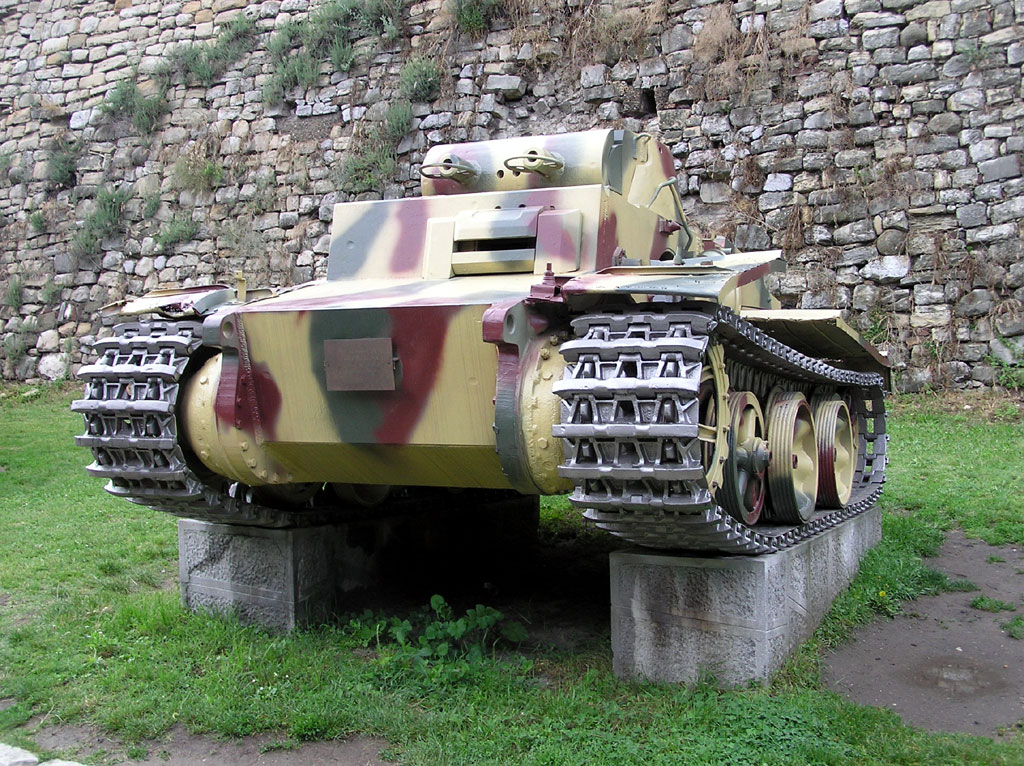
Von der „Ausf. F“ wurde nur eine Nullserie hergestellt

Am 22. Dezember 1939 erging ein weiterer Entwicklungsauftrag an das HWA. Der Forderungskatalog sah einen Kampfwagen mit dem Schwerpunkt einer stärkeren Panzerung zur unmittelbaren Infanterieunterstützung vor. Das Ergebnis war die „Ausf. F“ (VK 18.01), die aufgrund des hohen Gewichts von 20 t robuster gebaut war und wie die „Ausf. C“ versetzte Laufrollen hatte. Er besaß mit dem Maybach HL 45P auch den gleichen Motor, jedoch verringerte sich die Höchstgeschwindigkeit auf 25 km/h und die Reichweite auf 150 km. Die ungewöhnlich starke Frontpanzerung betrug 80 mm. Die Nullserie von 30 Stück wurde ab Mitte 1942 von Krauss-Maffei ausgeliefert; der Anschlussauftrag über 100 Stück jedoch zurückgezogen. Erstmals wurde bei dieser Version der Versuchseinbau von Funkgeräten mit Bordverständigung erfolgreich durchgeführt. Obwohl zwei dieser Fahrzeuge für Beurteilungszwecke während des Krieges gegen die Sowjetunion eingesetzt wurden, gibt es keine Belege dafür, dass diese Ausführung je an die Wehrmacht ausgegeben wurde. Mindestens zehn Fahrzeuge wurden jedoch bei der Ordnungspolizei verwendet, wovon eines davon 1946 auf dem Aberdeen Proving Ground in den USA zur Ausstellung kam, nachdem es vorher in der 2. Polizei-Panzer-Kompanie verwendet worden war.

## Verweise